# Protogamasellopsis praeendopodalis
Protogamasellopsis praeendopodalis är en spindeldjursart som beskrevs av Wolfgang Karg 1994. Protogamasellopsis praeendopodalis ingår i släktet Protogamasellopsis och familjen Rhodacaridae. Inga underarter finns listade i Catalogue of Life.